# Jonas Tilly
Jonas Alexander Tilly (29 de junio de 1984) es un deportista sueco que compitió en natación, especialista en el estilo libre.
Ganó una medalla de plata en el Campeonato Mundial de Natación en Piscina Corta de 2006 y dos medallas en el Campeonato Europeo de Natación en Piscina Corta, oro en 2006 y bronce en 2001.

## Palmarés internacional
| Campeonato Mundial en Piscina Corta | Campeonato Mundial en Piscina Corta | Campeonato Mundial en Piscina Corta | Campeonato Mundial en Piscina Corta |
| Año                                 | Lugar                               | Medalla                             | Prueba                              |
| ----------------------------------- | ----------------------------------- | ----------------------------------- | ----------------------------------- |
| 2006                                | Shanghái (China)                    | Medalla de plata                    | 4 × 50 m libre                      |
| Campeonato Europeo en Piscina Corta |                                     |                                     |                                     |
| Año                                 | Lugar                               | Medalla                             | Prueba                              |
| 2001                                | Amberes (Bélgica)                   | Medalla de bronce                   | 4 × 50 m libre                      |
| 2006                                | Helsinki (Finlandia)                | Medalla de oro                      | 4 × 50 m libre                      |